# Tatsuo
tatsuo（タツオ、tappun、1978年2月28日 - ）は、日本のギタリスト、作曲家、編曲家である。福岡県出身。

## 概要
ロックバンド、eversetでギタリストを務め、作曲家・編曲家としても活動。ヴィジュアル系エアーバンド、ゴールデンボンバーの編曲・レコーディング他多数若手バンドのプロデュース作業に従事。近年では仮面ライダーシリーズやアニメへの楽曲提供など幅広い音楽制作を手掛け、日本人ギタリストで初めてMUSICMAN社とモニター契約を結んでいる。

## 経歴
1994年 - eversetの前身バンド「Missing Tear」を結成。2001年解散。
2002年 - 新たにドラマーに近藤彩人を迎え「everset」を結成。
2007年 - 音楽事務所ユークリッド・エージェンシーのソフト開発部のプロデューサーとして所属。基本はフリーながら、多くの若手バンドの育成や各分野での楽曲提供にあたる。
2008年 - 自主レーベル「MASSIVE ROCK RECORDS」設立。
2011年 - 6月27日Shibuya O-EAST「for ever and ever」公演を以てライブ活動を休止。

## 人物
中学1年生の終わりにX JAPANに影響を受けギターを弾きたいと思い、友人と共にバンド活動を開始。しかし、ギター希望者が多いためにジャンケン勝負になりあっさり負けてベースに指名されるが、ギターへの熱意が抑えられずすぐさま土木系のアルバイトをして通信販売でアリアのモッキンバードギターを購入。呆気にとられる友人を差し置いてギタリストになる。ギターを手にしたその日から、本気でプロを目指し学校も行かずにギターを弾く日々が続いたという。学生時はギターかTVゲームかバイクにしか興味がなく、少々非行にも走り両親も手を焼いていたとのこと。
高校に入ると本格的にバンドを結成し、自主制作デモテープ500本を完売、ワンマンライブで動員200人を記録、ティーンズフィスティバルなどで賞を沢山勝ちとるなど、彼の地元・柳川では名の通った存在となる。活動拠点を、福岡市内のライブハウスに移し、バンド名を正式に「DARKNESS」から「Missing Tear」と命名（この時の事を本人は「怖いバンドの先輩から『名前がイケてない』と指摘された事から改名に踏み切った」と語っている）。
地道な下積み活動を繰り返す中、バンドブームだった当時の時流からか、人気に比例して周囲の先輩バンドの風当たりも強く、様々な経験もしたがそれでも負けずに活動を続け、確実に動員を増やしていった。
活動が安定してくるとライブハウスのスタッフの薦めでテレビ朝日の番組『Break Out』に推薦され、CDを5枚リリース。ここから一気に人気に火がつき、福岡でも有数のライブハウスDRUM LOGOSにて600人を動員。ちなみにこの記録は同ライブハウスに出演する福岡のバンドでは未だに破られていない。
2000年、メジャー・デビューへ向けて上京。拠点を東京に移す。3LDKにメンバー5人とローディー1人の全6人という大所帯で生活していた。当時のローディーメンバーには現ゴールデンボンバーの樽美酒研二もいた。イベントにて日本武道館、渋谷公会堂など大御所との競演を果たす。しかし、音楽観の違いなどからメンバーが脱退するなど活動に制限が生じ、2001年にMissing Tearを解散。メジャー・デビューの話も白紙となった。
その後、フロント4人とミーティングを繰り返し、ドラマーに近藤彩人を迎えて2002年「everset」を結成。キングレコードプロデューサー・山田の協力にて自主制作1000枚限定CDを3枚リリース（3種共に完売）。精力的なライブ活動で動員を増やしベルウッド・レコードよりアルバム2枚、ミニアルバム2枚をリリース。
また、かねてから演奏力と創造性への評価も高く、様々なスタジオワークを依頼されるようになり、現在の制作者としての才能を開花させ始めるのもこの時期であった。そして音楽事務所ユークリッド・エージェンシーにソフト開発部のプロデューサーとして所属し、多くの若手育成に手を尽くす事になる。
2005年から同じ事務所に所属となったゴールデンボンバーの全楽曲の編曲（鬼龍院翔と共同）を担い、楽曲アレンジやレコーディングなども手掛けている。2013年4月29日放送の『森田一義アワー 笑っていいとも!』のコーナー「ワケあり人間カジノ どっちベガス」に出演し、ゴールデンボンバーと初共演を果たした。
『仮面ライダーW』のスペシャルイベントに同番組中のバンド*ガルベストン19として出演。『KAMEN RIDER DRAGON KNIGHT』のエンディングテーマを作曲担当し、アレンジ、レコーディングにも参加。
2008年に代表取締役としてMASSIVE ROCK RECORDSを設立。レーベルよりeversetマキシシングル「咲いて」フルアルバム「BLACK FILE」をリリース、ツアーファイナル・赤坂BLITZでのワンマンを成功させる。さらにワンマンツアーを成功させ「Re:PASSION」「PARALLEL WONDER LAND」をリリースする。
それぞれのスキルやバンドの成長を目的としてeversetは無期限でライブ活動を休止する事を発表。2011年6月27日、Shibuya O-EASTでの「for ever and ever」公演にて本格的に休止期間に突入した。
2010年『仮面ライダーオーズ/OOO』主題歌の作家として抜擢され、大黒摩季が歌う「Anything Goes!」の作曲・編曲・レコーディングを担当。11月17日発売の同タイトルのシングルはオリコン初登場7位を獲得。また、同番組内でのキャラクター・仮面ライダーバースのテーマ曲「Reverse/Re:birth」も担当（2011年7月27日発売）。2011年9月4日より放送開始の仮面ライダー生誕40周年記念作品『仮面ライダーフォーゼ』の主題歌「Switch On!」(歌/土屋アンナ)の作曲・編曲・レコーディングも担当。また、劇中に登場するキャラクター「仮面ライダーメテオ」のキャラクターソング「Shooting Star」（2012年3月7日発売）も、本人のみならずeversetで担当。活動休止の同バンドながら、これがメジャー・デビューとなった。
余談ではあるが、放送回にも本人が演奏で登場したり、出演者のバンド演奏へ技術指導したりなど、楽曲提供以外での協力が見られる。
2012年9月2日より放送された『仮面ライダーウィザード』の主題歌「Life is SHOW TIME」（歌 / 鬼龍院翔 from ゴールデンボンバー）の作曲・編曲・レコーディングを手掛け、これにより平成仮面ライダー作品3作連続で主題歌を担当する事となった。
楽曲提供はアニメ分野にも広がり、漫画『ライチ☆光クラブ』の音楽担当に抜擢され、2011年1月1日より12ヶ月連続配信を開始。テレビ東京系で放映のアニメ『SKET DANCE』から生まれたバンド「The Sketchbook」のプロデュース、作曲・編曲担当。主題歌、エンディングに使用。eversetでも同作品の第3期主題歌を担当する。
2014年10月5日より放送された『仮面ライダードライブ』の主題歌「SURPRISE-DRIVE」の作曲・編曲を担当。実に平成仮面ライダー作品で4作目の主題歌担当となる。また、同曲はVo.松岡充を中心とする新ユニット・Mitsuru Matsuoka EARNEST DRIVEによって演奏され、tatsuoもギターとしてこのバンドに所属している。

## 主な作品
Missing Tear及びeversetとしての作品はeverset#作品を参照。

### SIDE GOLD
tatsuoとGargoyleのギタリスト・KENTAROによるアコースティックユニット。東京都内のライブハウスを中心にライブ活動を行っている。
- 「cloud of dust/rain a forest」(YKE-0001) 2008年1月20日
- 「fitful breeze/bourbon time」(YKE-0002) 2008年2月24日
- 「typhoon/dead hours」(YKE-0003) 2008年3月23日
- 「SUPER YOKOKIN BROS」(SPECIAL present CD) 2008年3月23日
- 「zealous/Heads or Tails」(YKE-0004) 2009年8月16日
- 「invasive chord」(YKE-0006) 2011年11月25日

### 楽曲提供その他
大黒摩季
- 「Anything Goes!」 2010年11月17日
  - Compose/Arrangement/Programming/Guitar
  - 『仮面ライダーオーズ/OOO』主題歌 オリコン初登場7位

- 「Anything Goes! "Ballad"」 2011年12月7日
  - Compose

仮面ライダーバース テーマソング 唄：伊達明＆後藤慎太郎
- 「Reverse/Re:birth」 2011年7月27日
  - Compose/Arrangement/Programming/Guitar/Bass

「仮面ライダーオーズ オリジナルサウンドトラック」
- 「Anything Goes!」 2011年11月17日
  - Compose/Arrangement/Programming/Guitar

土屋アンナ
- 「Switch On!」 2011年10月26日
  - Compose/Arrangement/Programming/Guitar
  - 『仮面ライダーフォーゼ』主題歌

鬼龍院翔
- 「Life is SHOW TIME」 2012年10月24日
  - Compose/Arrangement/Programming/Direction
  - 『仮面ライダーウィザード』主題歌 オリコン初登場5位

- 「JUST LIKE HONEY "-「ハチミツ」20th Anniversary Tribute-"」 2015年12月23日
  - M4「ルナルナ」
  - Compose/Arrangement/Programming/Direction

- 「オニカバー90's"」 2017年5月24日
  - Arrangement/Programming/Guitar/Bass オリコンウィークリーチャート10位

Mitsuru Matsuoka EARNEST DRIVE (MMED)
- 「SURPRISE-DRIVE」 2014年12月3日
  - Compose/Arrangement/Programming/Direction/Guitar
  - 『仮面ライダードライブ』主題歌 オリコン初登場8位

- 「time」 2015年4月22日
  - Produce/Compose/Arrangement/Guitar

- 「re-ray」 2015年8月5日
  - Produce/Compose/Arrangement/Guitar

S.S.P.D. -STEEL SOUND POLICE DEPT-
- 「Don't lose your mind」 2015年4月15日
  - Produce/Compose/Arrangement
  - 『仮面ライダードライブ』劇中キャラクター『仮面ライダーマッハ』テーマソング

- 「I'll rise again」 2015年9月6日(無料配布)
  - Produce/Compose/Arrangement

その他ライダーソング
- 「仮面ライダーフォーゼ オリジナルサウンドトラック」
  - 「Switch On!」 2011年12月21日
  - Compose/Arrangement/Programming/Guitar

- 「仮面ライダーフォーゼ Music States Collection」
  - 「Switch On !、Shooting Star、Evolvin' Storm」 2012年7月25日
  - Compose/Arrangement/Programming/Guitar

- 『KAMEN RIDER DRAGON KNIGHT』エンディングテーマ
  - 「ANOTHER WORLD」2010年6月23日
  - Compose/Arrangement/Programming/Guitar

- 「KAMEN RIDER BEST 2000-2011」
  - 「Anything Goes!」 2011年4月27日
  - Compose/Arrangement/Programming/Guitar

- 「Voyagers version FOURZE」 2012年8月22日
  - 「Switch On !」 Compose

- 「仮面ライダーフォーゼ CD-BOX」
  - 「Switch On!、Shooting Star、Evolvin' Storm」 2012年8月29日
  - Compose/Arrangement/Programming/Guitar

- 「KAMEN RIDER ENDING THEME BEST 2」
  - 「Shooting Star」 2013年4月24日
  - Compose/Arrangement/Programming/Direction/Guitar

- 「KAMEN RIDER GAIM Music Arms」
  - 「E-X-A Exciting × Attitude」「Rise Up Your Flag」 2014年9月24日
  - Compose/Arrangement/Programming/Guitar

- 「仮面ライダー鎧武 CD BOX」
  - M2「E-X-A Exciting × Attitude」 M4「Rise Up Your Flag」 2014年11月12日
  - Compose/Arrangement/Programming/Guitar

- 「仮面ライダードライブ オリジナルサウンドトラック」
  - M53「SURPRISE-DRIVE」 2015年4月15日
  - Compose/Arrangement/Programming/Guitar

- 「仮面ライダードライブ/仮面ライダー3号/仮面ライダー4号 ベストコレクション」
  - 2015年9月9日
  - Compose/Arrangement/Programming/Guitar

- 「はじまりの日(1 FINGER)/re-ray(Mitsuru Matsuoka EARNEST DRIVE)/ Who's that guy(及川光博)」
  - 2016年2月10日
  - 「Mitsuru Matsuoka EARNEST DRIVE」にて出演

- 「仮面ライダードライブ ファイナルステージ DVD」
  - 2015年12月9日
  - Compose/Arrangement/Programming/Guitar

- 「Animelo Summer Live 2015 -THE GATE-8.30 Blu-ray」
  - 2017年3月29日
  - 「Mitsuru Matsuoka EARNEST DRIVE」にて出演

- 「仮面ライダー生誕45周年記念 昭和ライダー&平成ライダーTV主題歌コンプリートベストCD」
  - 2016年3月30日
  - DISC3
  - M02.Anything Goes! / 大黒摩季（仮面ライダーオーズ／OOO）
  - M03.Switch On! / 土屋アンナ（仮面ライダーフォーゼ）
  - M04.Life is SHOW TIME / 鬼龍院翔 from ゴールデンボンバー（仮面ライダーウィザード）
  - M06.SURPRISE-DRIVE / Mitsuru Matsuoka EARNEST DRIVE（仮面ライダードライヴ）
  - Compose/Arrangement/Programming/Guitar

仮面ライダーGIRLS
- 「咲いて」 2012年3月14日
  - 「O.K Alright feat.everset」 Compose/Guitar

- 「alteration」
  - 「Girls Anthem -with our BIG LUV-」 2013年3月20日
  - Compose/Arrangement/Programming/Guitar

- 「E-X-A (Exciting × Attitude)」
  - 「E-X-A (Exciting × Attitude)」 2013年12月25日
  - Compose/Arrangement/Programming/Guitar

- 「exploded」
  - 「exploded」「Warning! Burning!」「E-X-A (Exciting × Attitude)」 2014年3月19日
  - Compose/Arrangement/Programming/Guitar

- 「break the shell」
  - 「Scarlet Savage」 2014年6月25日
  - Compose/Arrangement/Programming/Guitar

Acid Black Cherry
- 「Acid BLOOD Cherry」2017年6月21日 オリコンウィークリーチャート1位
  - M10「Guilty Cry」
  - Sound Produce/Arrangement/Programming/Guitar

The Sketchbook
- 「道」(AVCA-49089)　2010年9月28日
  - Compose/Arrangement/Programming
  - テレビ東京系アニメ『SKET DANCE』オープニングテーマ

- 「クローバー」(AVCA-49095)　2010年9月28日
  - Compose/Arrangement/Programming
  - テレビ東京系アニメ『SKET DANCE』エンディングテーマ

- 「SKET DANCE 体験入学版DVD」
  - 「Phantom the S.K.T」 2011年6月24日
  - Compose/Arrangement/Programming/Guitar/Bass

- 「SKET DANCE カイメイ・ロック・フェスティバル」
  - 「道」 2011年9月28日
  - Produce/Compose/Arrangement/Programming/Direction

- 「SKET DANCE キャラクターソングアルバム」
  - 「Smile & Smash」 2011年12月16日

- 「Message」(AVCA-49411)　2012年2月1日
  - Produce/Compose/Arrangement/Programming/Direction
  - テレビ東京系アニメ『SKET DANCE』主題歌

- 「Colors」(AVCA-49660)　2012年5月30日
  - Produce/Compose/Arrangement/Programming/Direction
  - テレビ東京系アニメ『SKET DANCE』エンディングテーマ

- 「Sketchbook」(AVCA-49752)　2012年7月25日
  - Produce/Compose/Arrangement/Programming/Direction

- 「Clear」(AVCA-49847)　2012年9月26日
  - Produce/Compose/Arrangement/Programming/Direction
  - テレビ東京系アニメ『SKET DANCE』主題歌
  - Compose/Arrangement/Programming/Guitar

- 「SKET DANCE」主題歌集「THE BEST DANCE」2012年12月19日
  - eversetとThe Sketchbook にて参加
  - Produce/Compose/Arrangement/Programming/Direction

- 「スプリット・ミルク」
  - 「REFLECT」2013年1月29日
  - Produce/Arrangement/Programming/Direction
  - アニメ 『SKET DANCE OVA付コミックス』主題歌

- 「12」
  - 「REFLECT」「Clear」「キヲク」 2013年7月31日
  - Compose/Arrangement/Programming/Direction

- 「SKET DANCE SUPER BEST ALBUM "THE MUSIC DANCE"」 2013年12月25日
  - Produce/Compose/Arrangement/Programming/Direction

ライチ☆光クラブ（ドワンゴ配信）
- 「廃虚の☆帝王」 2011年1月1日
- 「666」 2011年2月26日
- 「囚われの白百合」 2011年4月26日
- 「エラガバルスの☆夢」 2011年12月21日
- 「Rendez-vous」 innocent fever、真実の弾丸 2012年7月25日
  - (以上全てCompose/Arrangement/Programming/Guitar/Bass)

- 「地下室の光」 2011年6月26日
  - (Arrangement/Programming/Guitar/Bass)

- 「エラガバルスの☆夢」 2011年12月21日
  - (Compose/Arrangement/Programming/Guitar/Bass)

- 「Rendez-vous」 2012年7月25日
  - (Compose/Arrangement/Programming/Guitar/Bass)

- 「-2011～2012 COMPLETE BEST-『黎明』」 2012年12月12日
  - (Compose/Arrangement/Programming/Guitar/Bass)

- 「グランギニョル」 2012年12月12日
  - (Compose/Arrangement/Programming/Guitar/Bass)

- 「光ノ帝國」 2013年12月11日
  - (Compose/Arrangement/Programming/Guitar)

- 「奇奇怪怪」 2014年8月13日
  - (Compose/Arrangement/Programming/Guitar)

- 「Jesus Christ Hyperstar」 2015年7月29日
  - (Compose/Arrangement/Programming/Guitar)

ゴールデンボンバー
- 「抱きしめてシュヴァルツ/童貞が！」 2008年5月1日
- 「咲いて咲いて切り裂いて/まさし」 2008年6月1日
- 「ごめんね、愛してる/亀パワー」 2008年7月1日
- 「トラウマキャバ嬢/元カレ殺ス」 2008年8月1日
- 「ホテルラブ/いつもと同じ夜」 2008年9月1日
- 「イミテイション・ゴールド〜金爆の名曲二番搾り〜」 2009年1月1日
- 「タイムマシンが欲しいよ」 2009年6月17日
- 「剃り残した夏」 2009年7月29日
- 「女々しくて」 2009年10月21日
- 「もうバンドマンに恋なんてしない」 2009年11月25日
- 「ザ・ゴールデンベスト〜Pressure〜」 2010年1月6日
- 「ザ・ゴールデンベスト〜Brassiere〜」 2010年1月6日
- 「ゴールデン・アワー 〜上半期ベスト2010〜」 2010年7月21日 オリコン初登場14位
- 「また君に番号を聞けなかった」 2010年10月16日 オリコン初登場4位
- 「ゴールデン・アワー 下半期ベスト2010」 2011年1月6日 オリコン初登場3位
- 「僕クエスト」 2011年6月1日 オリコン初登場5位『遊☆戯☆王ZEXAL』エンディングテーマ
- 「酔わせてモヒート」 2011年11月23日 オリコン初登場3位
- 「ゴールデン・アルバム」 2012年1月4日 オリコン初登場2位
- 「The Golden Best for United States of America」（アメリカ盤） 2012年6月18日
- 「The Golden Best for United Kingdom」（イギリス盤） 2012年6月18日
- 「The Golden Best for Germany」（ドイツ盤） 2012年6月18日
- 「The Golden Best for United France」（フランス盤） 2012年6月18日
- 「The Golden Best for United Korea」（韓国盤） 2012年6月18日
- 「The Golden Best for United Taiwan」（台湾盤） 2012年6月18日
- ゴールデン・イクシオン・ボンバー DT「DT捨テル/レッツゴーED」 2012年11月7日　TVアニメ「イクシオン サーガ DT」OP＆ED曲 オリコン初登場5位
- 「Dance My Generation」 2013年1月1日 オリコン初登場1位
- 「ザ・パスト・マスターズ vol.1」 2013年4月24日 オリコン初登場1位
- 「101回目の呪い」 2014年1月1日 オリコン初登場1位
- 「ローラの傷だらけ」 2014年8月20日 オリコン初登場2位
- 「死　ん　だ　妻　に　似　て　い　る」 2015年5月29日
- 「ノーミュージック・ノーウエポン」 2015年6月17日 オリコン初登場1位
- 「水商売をやめてくれないか」 2016年4月27日 オリコン初登場4位
- 「おどるポンポコリン」 2016年11月9日
- 「フェスベスト」 2016年12月21日
- 「#CDが売れないこんな世の中じゃ」 2017年4月5日 オリコンウィークリーチャート6位
  - (以上全てArrangment/Programming/Guitar/Bass)

GUILD
- 「Departure/Sky Blue」 2010年6月20日
- 「GUILDED」 2010年10月1日
- 「Spring EP 2011 〜La Primavera」 2011年4月20日 オリコン初登場35位 インディーズチャート1位
- 「Spring EP 2011 〜L'Estate」 2011年7月13日 オリコン初登場31位 インディーズチャート1位
- 「Primavera」 2011年4月2日
- 「L'Estate」 2011年7月13日
- 「L'Autunno」 2011年10月12日
- 「CRUSH!2-90's best hit cover songs-」 2011年11月23日 SIAM SHADE「グレイシャルLOVE」カバー
- 「L'Inverno」 2012年1月25日
- 「THE BEST GUILD」 2012年5月5日
- 「Counteraction "V-Rock covered Visual"」 2012年5月23日 ナイトメア「the WORLD」カバー
- 「I'll be there for you」 2012年10月24日
- 「誘惑ラプソディー」 2014年1月1日 オリコン初登場4位
- 「Flowers ～The Super Best of Love～」 2014年2月26日
- 「LOVEマシーン」 2015年1月1日
- 「夏祭り」 2015年7月1日
- 「The Ultimate Best Vol.1- Burning Collection -」 2015年12月30日
- 「The Ultimate Best Vol.2- Burning Collection -」 2015年12月30日
- (以上全てDirection/Arrangement)

DuelJewel
- 「Luminous」
  - 「おつかれサマー」「Sweet Engage」 2011年12月7日
  - Arrangment/Programming

森友嵐士
- 「パチスロサラリーマン金太郎」
  - M1「Breaking the wall」  M2「In my mind」 2015年1月28日
  - Produce/Compose/Arrangement/Guitar/Bass

ももいろクローバーZ
- 「『Z』の誓い Z盤」 2015年4月29日 オリコン初登場4位
  - M3 「CHA-LA HEAD-CHA-LA」
  - SoundProduce/Arrangement/Guitar

- 「AMARANTHUS」 2016年2月17日
  - M1「embryo -prologue-」
  - M2「WE ARE BORN」
  - SoundProduce/Compose/Arrangement/programming/Guitar

BABYMETAL
- 「メギツネ」2013年6月19日
  - 「メギツネ」和楽器Arrangment
  - 「おねだり大作戦」Arrangment/Programming/Guitar/Bass

- 「BABYMETAL」2014年2月26日 オリコン初登場4位
  - 「メギツネ」和楽器Arrangment
  - 「おねだり大作戦」Arrangment/Programming/Guitar/Bass
  - 「4の歌」Arrangment/Programming/Guitar/Bass

- 「METAL RESISTANCE」2016年4月1日 オリコン初登場2位
  - 「META! メタ太郎」
  - 「Tales of The Destinies」
  - 「THE ONE」
  - Arrangment/Programming/Guitar/Bass

- 「METAL GALAXY」2019年10月11日 オリコン初登場3位
  - 「Oh! MAJINAI (feat. Joakim Brodén)」
  - 「Shine」
  - Arrangment/Programming/Guitar/Bass

- 「THE OTHER ONE」2023年4月3日 オリコン初登場3位
  - 「Metal King」Compose/Arrangement
  - 「Time Wave」Compose/Arrangement
  - 「Light and Datkness」Arrangement

BOYS AND MEN
- 「威風堂々～B.M.C.A.～」2016年12月14日
  - 「男は歌舞いて花となれ」:**Compose/Arrangement/Programming/Guitar

The Idol Formerly Known As LADYBABY
- 「参拝！御朱印girl」2016年11月29日
  - 「参拝！御朱印girl☆」Compose/Arrangement/Programming/Guitar/Bass

- 「Pelo」2017年4月12日
  - 「Pelo」Compose/Arrangement/Programming/Guitar/Bass

喜多村英梨
- 「Revolution【re:i】」2017年3月22日
  - 「Revolution【re:i】」Compose/Arrangement/Programming/Guitar

IKUO
- 「R.E.D. ZONE」2014年2月26日
  - 「V系っぽくない曲」
  - Compose/Arrangement/Programming/Guitar/Bass

angela
- 「ANGEL」2013年11月6日
  - Guitar Soundmake

イガグリ千葉
- 「やりたくて」2013年10月9日
  - Arrangment/Programming/Guitar/Bass

GILLE
- 「I AM GILLE. 2」2013年9月4日
  - 「行くぜっ！怪盗少女」
  - Sound Produce/Arrangement/Programming/Guitar

AMOYAMO
- 「LIVE / MAGIC」2013年3月27日
  - 「MAZE」
  - Produce/Compose/Arrangement/Programming/Direction

VSK
- 「GOD SONGS」2011年12月9日
  - Produce/Arrangement/Programming

SINCREA
- 「HELIANTHUS」 2007年11月20日
- 「光」 2008年5月28日
- 「ATLAS」 2008年12月16日
- 「桜舞い散る季節に君が夢見たこと」 2009年4月1日
- 「ガラスノナミダ」 2009年8月26日
- 「Xmas Day」 2009年11月11日
- 「PANDORA」 2009年12月16日
- 「胸いっぱいの愛を/ALL YOU NEED」 2009年12月23日
  - (以上全てDirection/Arrangement)

Anli Pollicino
- 「Labyrinth/Taste Me」 2009年12月23日
- 「Snow Venos/SLUM JUMP」 2010年3月7日
- 「Slave Machine/L'etoile filante」 2010年6月25日
- 「TRANCEFORMER」 2012年8月25日
- 「Angel Heart」 2014年1月1日 オリコン初登場14位
- 「ELECTRIC ROMANCE」 2014年3月26日
- 「STARGAZER vol.1」 2015年7月7日
- 「STARGAZER vol.2」 2016年1月11日
- 「Alternative Mirage」 2016年8月17日
  - (以上全てDirection/Arrangement)

- 「AnREMIX PolliDISCO」at TSUTAYA O-EAST」DVD 2017年2月14日
- (「Blind Bird」Guitarにて出演)

ぞんび
- 「死ねばいいのに。／ハッピーハッピーグロテスク」 2015年10月31日
- 「腐り姫／マダム・フローレンスの人体調理講座」 2015年10月31日
- 「21世紀の精神異常者／夕闇行進曲」 2015年11月14日
- 「細菌マン／リビングデッド・マーチ」 2016年1月22日
- 「四丁目アパート殺害事件／午前五時、絶望」 2016年1月31日
- 「墓場 de ラヴソング」 2016年9月14日
- 「ぼくらはみんな死んでいる。」 2017年1月4日

C-NOTE
- 「YET TO COME」 2014年8月6日
  - Produce/Arrangement/Programming/Direction

Sabao
- 「Alliance vol.2」2014年10月31日
  - M2「アソビ」:Produce/Arrangment/Programming/Guitar

IVAN
- 「Love Me Tender」 2007年7月25日
- 「Darker Pink」 2007年7月25日
- 「光」2007年10月24日
  - (以上全てArrangement/Programming/Guitar)

- 「I (LOVE) 23 PUNKS」2007年11月28日
  - Compose/Arrangement/Programming/Guitar

ELEPHANT GIRL
- 「夏空音楽」 2005年6月11日
  - Arrangement/Programming/Guitar

嶋大輔
- 「大人の勲章」2005年9月28日
  - PVに参加

MANNEQUIN
- 「Seeds of Empty Flowers」2007年11月7日
  - Compose/Arrangement/Programming/Guitar/Bass

- 「Empty Flowers」2008年8月27日
  - Compose/Arrangement/Programming/Guitar

米倉千尋
- 「Departure」「Shooting Star/Overwrite!!」2009年8月26日
  - Arrangement/Programming/Guitar

トーキングブンブン
- 「バイバイと手を振る私には涙の跡」2012年7月25日
  - Produce/Compose/Arrangement/Programming/Direction
  - 日本テレビ「ポシュレデパート深夜店」8月オープニングテーマ

matthews
- 「Girls Like Drama」2012年9月26日
  - Arrangement/Guitar

- 「VIRUS but LOVE」
  - 「Get Wasted!」「Diamond Ring」「Winter song」2013年8月7日
  - Arrangment/Guitar/Bass/Drum

かなでももこ
- 「Good Morning Dictator」2015年12月25日(配信)
  - Sound Produce/Arrangement/Guitar

HAKUEI
- 「Virgin Vibration」2016年7月27日
  - Compose/Arrangement/Programming/Guitar/Bass

- 「HAKUEI Solo Works 20th Anniversary Tour at 赤坂BLITZ 2016.8.20」 DVD 2016年12月16日
  - Guitarにて出演

夏の魔物
- 「夏の魔物」2016年9月7日
  - M05「世界は愛と夢で出来ている」
  - M06「SUNSET HEART ATTACK」
  - Arrangment/Programming/Guitar

VALS
- 「シルエット」2017年6月21日
  - M01「シルエット」
  - Sound Produce/Arrangement/Programming/Guitar

hide
- 「hide TRIBUTE II -Visual SPIRITS-」2013年7月3日
  - 「DOUBT」（machine）
  - Drum Programming

Breathig Booost
- 「会いたくて…会えなくて…」2016年4月26日
  - Produce/Direction/Arrangement ※ライブ会場と公式サイトにて限定販売

- 「マメノナエ」2017年4月17日
  - Produce/Direction/Arrangement ※ライブ会場と公式サイトにて限定販売

SIN ISOMER
- 「BURST Into ISOMER」2017年6月28日
  - Sound Produce/Arrangement/Programming/Guitar/Bass

### スタジオワーク
SE7EN
- 「光」:Guitar  2005年2月23日
- 「STYLE」:Guitar  2005年5月18日
  - オリコン初登場10位！VENTUNO「エフキュア」CMソング

D.A.I works
- 「NEUTRAL」:Guitar 2005年3月30日

BOYS BE
- 「Rainbow color wish」:Guitar  2005年5月5日

アイドリング!!!
- 「Snow celebration」「Snow celebration」:Guitar Solo 2008年1月23日
  - オリコン初登場9位

ARIA ASIA
- 「Gypsy Girl」「Canon Rock」:Guitar 2008年9月20日

宮崎羽衣
- 「キズナノ唄」「time 〜僕らがまだ知らないチカラ〜」:Bass 2009年5月27日

hitomi
- 「LOVE LIFE2」「探し続けてたもの」:Guitar 2009年6月24日

JAM Project
- 「MAXON」:Guitar 2010年10月27日
  - TVアニメ『スーパーロボット大戦OG -ジ・インスペクター-』オープニングテーマ

- 「Wings of the legend/Babylon」:「Babylon」Guitar 2012年12月5日
  - PS3用ゲームソフト『第2次スーパーロボット大戦OG』 エンディング主題歌

アイドルマスター
- 「THE IDOLM@STER MASTER ARTIST 3 Prologue ONLY MY NOTE」2014年8月27日
  - M2「アクセルレーション」:Arrangment/Programming/Guitar/Bass

和田光司
- 「re-fly」
  - M6「re-fly」 2015年3月25日
  - Guitar

CHIROLYN
- 「White Devil」2015年9月25日
  - M5「孤独な月」
  - M8「Singled out」
  - M10「Grow Song」

- 「Regulation of the Devil」2011年10月30日
  - M4「Red ＆ Black」

天才凡人
- 「蚊が嫌いだと叫びたい」2016年8月10日
  - M3「完全歩合Dreamer」
  - Guitar